# Joaquim Pecanins i Fàbregas
Joaquim Pecanins i Fàbregas (Prats de Lluçanès, 2 de maig del 1883 – Banyoles, 23 de gener del 1948) va ser un músic que es dedicà principalment a la direcció coral, la pedagogia i la composició. Ocasionalment signà Víctor Eugeni.

## Biografia
Començà a estudiar música al seu poble natal, i amplià la seva formació amb Antoni Nicolau i Joan Lamote de Grignon a Barcelona. Amb nou anys obtingué un primer premi en un concurs de violí a Vic, i deu anys més tard guanyà tres premis en el concurs de Cançó Popular Catalana que es va fer al Palau de la Música Catalana. Es presentà, amb èxit, a les oposicions per director del Conservatori de Música de Manresa i el 1908 va ser nomenat director de l'Orfeó Manresà (1908-1920) en la capital del Bages fundà, a més, les sessions musicals Hores d'Art, que oferien concerts en el conservatori, amb l'explicació prèvia dels mateixos, per tal de situar el públic. Entre molts altres futurs músics, tingué per alumne el prolífic compositor de l'Ametlla de Merola Josep Conangla i Escudé. Gràcies a una beca de l'ajuntament manresà, Pecanins pogué estudiar a Alemanya, França i Suïssa; a Hellerau, vora Dresden, descobrí la Gimnàstica Rítmica en uns cursos que hi impartia Jacques Dalcroze. De tornada a Catalunya posà el mètode Dalcroze en pràctica a l'Orfeó Manresà, en una forma similar a com Joan Llongueres ho feu a Barcelona; dues dècades més tard, Pecanins es veié involucrat en la polèmica pedagògica que l'any 1932 protagonitzaren Llongueres i Manuel Borgunyó, a favor i en contra respectivament de la gimnàstica rítmica en l'educació musical.
S'establí més endavant a Terrassa, on del 1911 al 1918 dirigí l'Escola Choral (1911-1928), que havia estat fundada per Joan Llongueres el 1902. L'any 1918, Pecanins va ser membre fundador de la Germanor dels Orfeons de Catalunya: el moviment s'havia començat a iniciar dos anys abans, el 1916, quan el mestre Joan Balcells va fer a La Veu de Catalunya una crida pública a fi d'homenatjar Lluís Millet i Pagès en el vint-i-cinquè aniversari de l'Orfeó Català. En Pecamins s'hi adherí immediatament, i juntament amb en Balcells, Joan Llongueres, mossèn Baldelló i Enric Gibert, formà la comissió organitzadora de la Festa dels Orfeons de Catalunya que se celebrà a Barcelona el 27 de maig del 1917. Pecanins obrí l'acte amb un discurs davant de les altes dignitats que s'hi aplegaren i, posteriorment, s'integrà en el Consell Permanent que estigué al darrere dels aplecs que es feren en els anys següents. L'any 1918 passà a regir a l'Escola de Música de Terrassa on també va fer de professor de piano, harmonia, contrapunt i composició. Es mantingué al capdavant de l'escola fins al 1925, quan Joaquim Pecanins i un gran nombre de professors dimitiren a causa de les circumstàncies polítiques de l'època. Tot seguit, els dimissionaris amb l'ajut del patrici egarenc Emili Badiella crearen el Conservatori de Música de Terrassa, que Pecanins dirigí fins al seu tancament el 1936 i també creà una orquestra de cambra (1925-1936). Tingué de subdirector un altre gran pedagog, Josep Cumellas i Ribó i col·laboraren en l'ensenyament professors com Joan Soler, Joan Tomàs, Emili Renalies i Beneta Trullàs.
La vinculació de Pecanins amb la vida cultural terrassenca es manifestà quan, el 1927, va ser un dels fundadors dels Amics de les Arts (els Amics de les Arts de Terrassa es fusionaren el 1966 amb les Joventuts Musicals de Terrassa). Al mateix 27, a suggeriment del seu bon amic Joan Balcells, Pecanins acceptà de vincular la celebració dels 25 anys de l'Escola Choral amb la participació en la commemoració del centenari de la mort de Beethoven. Amb aquesta finalitat, l'Escola s'afegí a la iniciativa de l'Orfeó Gracienc i el Patronat de l'Orquestra Pau Casals d'interpretar la Novena Simfonia en tres concerts, un a Terrassa i els altres dos a Barcelona sota la direcció del mestre Casals. El 1936, en tancar-se el conservatori de Terrassa, Joaquim Pecanins marxà a viure a Banyoles, on residí fins a la seva mort el 1948, amb la seva esposa, Maria Vallés. En aquesta població va exercir, fins a la seva mort, com a professor de música, juntament amb la seva esposa, a la coneguda Acadèmia Abad Bonito. Tant Prats de Lluçanès com Banyoles (el 2003) dedicaren un carrer a la memòria del músic i pedagog.

## Recerca musicològica
Com a compositor fou autor de dues sardanes, d'obres per a quartet i quintet de cordes, però fou en el camp de la recerca musical on se significà especialment. La seva tasca en aquest camp, com a investigador i divulgador de la música popular catalana, és molt important. En successius anys de començament del segle xx va veure premiades les seves col·leccions de cançons populars catalanes en els concursos de la Festa de la Música Catalana, organitzats per l'Orfeó Català. Recopilà cançons populars catalanes (moltes de les quals publicà a la Revista Musical Catalana els anys 1905-1908 i 1914-1915) i algunes les harmonitzà per a cor.
En una època de gran vitalitat cultural a Catalunya, a redós de la Mancomunitat, el mestre Pecanins va desenvolupar una important tasca divulgativa del nostre folklore i de la nostra música popular. Les cançons que va publicar als butlletins de diversos centres excursionistes d'arreu de Catalunya, com al Butlletí del Centre Excursionista de Catalunya o al Butlletí del Centre Excursionista de la Comarca de Bages, en són testimoni. Aquesta tasca va ser complementada amb conferències que, amb el mateix propòsit divulgatiu, va donar arreu de Catalunya, amb el títol de Cansonística Popular. La seva deixebla, Rosa Miró i Camps, filla del conegut metge manresà Oleguer Miró, col·laborà amb el mestre Pecanins i l'acompanyà sovint en aquesta important labor.
Seves foren les descobertes d'una peça tan coneguda com "Fum, fum, fum" –que es cantava a les Matines de Nadal a Prats de Lluçanès-, i que, publicada a La Veu de Catalunya (21.07.1904), és la primera vegada que la trobem anotada; i d'altres com "Joan de la Pobla", "El Pla de Tarragona", "Agna Maria", "Caterina", "La sirena", "Dayaires", "Mariagna", "Canço de l'infant", "Cap a Bethlem caminen", "Estrella guiadora", "Ball rodó", "Els dos camins", "El mestre", "La viudeta", "El contrabandista", "El festeig", "Els miquelets de França", "Gra de civada", "Els fadrins de Prats", "La Dama d'Aragó", "L'oració", "Jesús", "La mare-madrastra", "L'estudiant de Vic", Magdalena, o Marta's lleva demati.
A més de les seves facetes de compositor i pedagog musical, Pecanins també cultiva el periodisme, i publicà articles a la premsa barcelonina amb els pseudònims "Víctor Eugeni" i "El cavaller Sant Jordi".

## Director de corals i orfeons
Seguint les directrius musicals que impulsava l'Orfeó Català des de Barcelona, el repertori que el mestre Pecanins va anar introduint a totes les corals i orfeons que va dirigir, es fonamentava en:
* la divulgació de la cançó popular catalana, tan estimada per ell, per a cor d'homes o per a veus mixtes.
* cançons dels grans mestres catalans (Clavé, Lamote de Grignon, Morera...)
* música clàssica o culta, amb autors universals (Orland du Lassus, Bach, Palestrina, Mozart ....)
Així ho va fer, per exemple, quan va ser director de l'Orfeó Manresà (1908-1920), portant aquesta agrupació coral a cantar per primera vegada al Palau de la Música Catalana, el 19 d'abril de 1914. En aquesta fase van ser importants les col·laboracions d'acompanyants com les del mestre pianista Josep Duran i de la pianista i intèrpret Concepció Piniella, mare del conegut intel·lectual manresà Joaquim Amat Piniella. Les famoses Hores d'Art fundades pel mestre Pecanins, amb les actuacions de l'Orfeó Manresà i aquestes habituals col·laboracions musicals, així ho demostren.

## Pedagogia musical
Joaquim Pecanins va ser un músic polièdric, interessat no tan sols per la música anomenada culta i amb bona formació musical clàssica, sinó també amb una gran interès per la música popular i per l'ensenyament musical més modern i innovador. Des del seu lloc de director de l'Orfeó Manresà va treballar intensament en aquest propòsit, creant l'Escola de Música de l'Orfeó Manresà, en la qual va implantar el mètode del gran pedagog musical austro-suís Jacques Dalcroze, anomenat Gimnàstica Rítmica o Cançons amb gestos, consistent en ensenyar la música a través del moviment, en la línia que uns anys més tard treballaria el gran pedagog musical català Joan Llongueras, del qual fou col·laborador a l'Escola Choral de Terrassa. Des de 1920 la seva activitat musical i pedagògica es va desenvolupar a Terrassa, on hi va viure fins a 1936, moment en què, amb motiu dels esdeveniments polítics, es va traslladar a Banyoles, on va continuar la seva tasca musical docent fins que va morir a 1948.
Aquesta important labor de recuperació del folklore i de la nostre música popular va anar unida a la publicació de diversos articles divulgatius de la identitat catalana a través de la seva música i de la llengua, la qual ell ensenyava a través de les cançons.

## Obres
- La dama d'Aragó, harmonització per a cor de la cançó popular catalana
- La dona d'aigua (1905), espectacle musical amb text de Miquel Costa i Llobera
- La filadora amb el pseudònim "Víctor Eugeni", per a orquestra de corda
- El mestre, harmonització per a cor de la cançó popular catalana
- Oració de la nit (1912), cançó amb lletra de Rafael Massó inspirada en el conte Hansel i Gretel «Enllaç».
- La ploma de la perdiu, sardana amb el pseudònim "Víctor Eugeni", instrumentada per Salvador Juanola i Reixach. Enregistrada al CD Foment de la Sardana de l'Agrupació Cultural del Bages. 1907-2007  Barcelona: Àudiovisuals de Sarrià, 2007. AVS 5.2073
- Plou i fa sol, cançó per a veu i piano
- El rossinyol, sardana per a piano basada en la cançó popular del mateix nom
- Serineta amb el pseudònim "Víctor Eugeni", glossa per a orquestra de corda sobre la cançó popular